# Bang Rakam (huyện)
Bang Rakam (tiếng Thái: บางระกำ) là một huyện (amphoe) ở phía tây thuộc tỉnh Phitsanulok, phía bắc Thái Lan.

## Lịch sử
Huyện được thành lập ngày 10 tháng 12 năm 1905, lúc đó tên là huyện Chum Saeng (ชุมแสง). Khun Phadet Prachadun là huyện trưởng đầu tiên. Sau này, vua Rama VI đã hạ lệnh đổi tên huyện như tên tambon trung tâm Bang Rakam ngày 24 tháng 4 năm 1917.

## Địa lý
Các huyện giáp ranh (từ phía bắc theo chiều kim đồng hồ): Phrom Phiram, Mueang Phitsanulok, Bang Krathum thuộc tỉnh Phitsanulok, Sam Ngam, Wachirabarami thuộc tỉnh Phichit, Lan Krabue thuộc tỉnh Kamphaeng Phet, Khiri Mat và Kong Krailat thuộc tỉnh Sukhothai.
Nguồn nước chính của huyện này là sông Yom, phụ lưu của Khlong Bang Kaeo và Khlong Grung Grak. 

## Hành chính
Huyện này được chia thành 11 phó huyện (tambon), các đơn vị này lại được chia ra thành 135 làng (muban). Bang Rakam and Plak Raet are townships (thesaban tambon), nằm trên một phần của tambon cùng tên. Có 11 tổ chức hành chính tambon.
| STT | Tên                  | Tên tiếng Thái | Số làng | Dân số |  |
| --- | -------------------- | -------------- | ------- | ------ |  |
| 1.  | Bang Rakam           | บางระกำ        | 17      | 17.728 |  |
| 2.  | Plak Raet            | ปลักแรด         | 10      | 8.329  |  |
| 3.  | Phan Sao             | พันเสา          | 11      | 6.108  |  |
| 4.  | Wang Ithok           | วังอิทก          | 10      | 4.652  |  |
| 5.  | Bueng Kok            | บึงกอก          | 11      | 9.688  |  |
| 6.  | Nong Kula            | หนองกุลา        | 21      | 14.273 |  |
| 7.  | Chum Saeng Songkhram | ชุมแสงสงคราม    | 11      | 8.026  |  |
| 8.  | Nikhom Phatthana     | นิคมพัฒนา        | 12      | 8.936  |  |
| 9.  | Bo Thong             | บ่อทอง          | 10      | 4.321  |  |
| 10. | Tha Nang Ngam        | ท่านางงาม       | 12      | 5.531  |  |
| 11. | Khui Muang           | คุยม่วง          | 10      | 7.262  |  |